# Argocoffeopsis scandens
Argocoffeopsis scandens är en måreväxtart som först beskrevs av Karl Moritz Schumann, och fick sitt nu gällande namn av Jean Paul Antoine Lebrun. Argocoffeopsis scandens ingår i släktet Argocoffeopsis och familjen måreväxter. Inga underarter finns listade i Catalogue of Life.